# Monique Éwanjé-Épée
Monique Éwanjé-Épée (* 11. července 1967) je bývalá francouzská atletka, jejíž specializací byl běh na 100 metrů překážek, mistryně Evropy z roku 1990.
Třikrát se zúčastnila olympiády – jejím nejlepším umístěním bylo sedmé místo v běhu na 100 metrů překážek v Soulu v roce 1988. V roce 1990 se stala mistryní Evropy v této disciplíně, o rok později doběhla ve finále krátkých překážek na světovém šampionátu na čtvrtém místě. Dosáhla rovněž řady úspěchů na halových šampionátech Evropy i světa v běhu na 60 metrů překážek.

## Osobní rekordy
- 60 m př. (hala) - 7,82 s 1991
- 100 m př. - 12,56 s 1990